# Anksjogeniki
Anksjogeniki (substancje anksjogenne) – substancje psychotropowe powodujące nasilenia się poczucia lęku i niepokoju. Używane są w wywoływaniu lęku u zwierząt laboratoryjnych. Część tych substancji powoduje uczucie lekkiego niepokoju, inne mogą powodować pojawienie się napadu paniki. Do anksjogeników zalicza się:
- kofeina
- dwutlenek węgla
- johimbina
- mleczan sodu
- pochodne karboliny
- substancje z rodziny fenylopropanoamin